# Serum 114

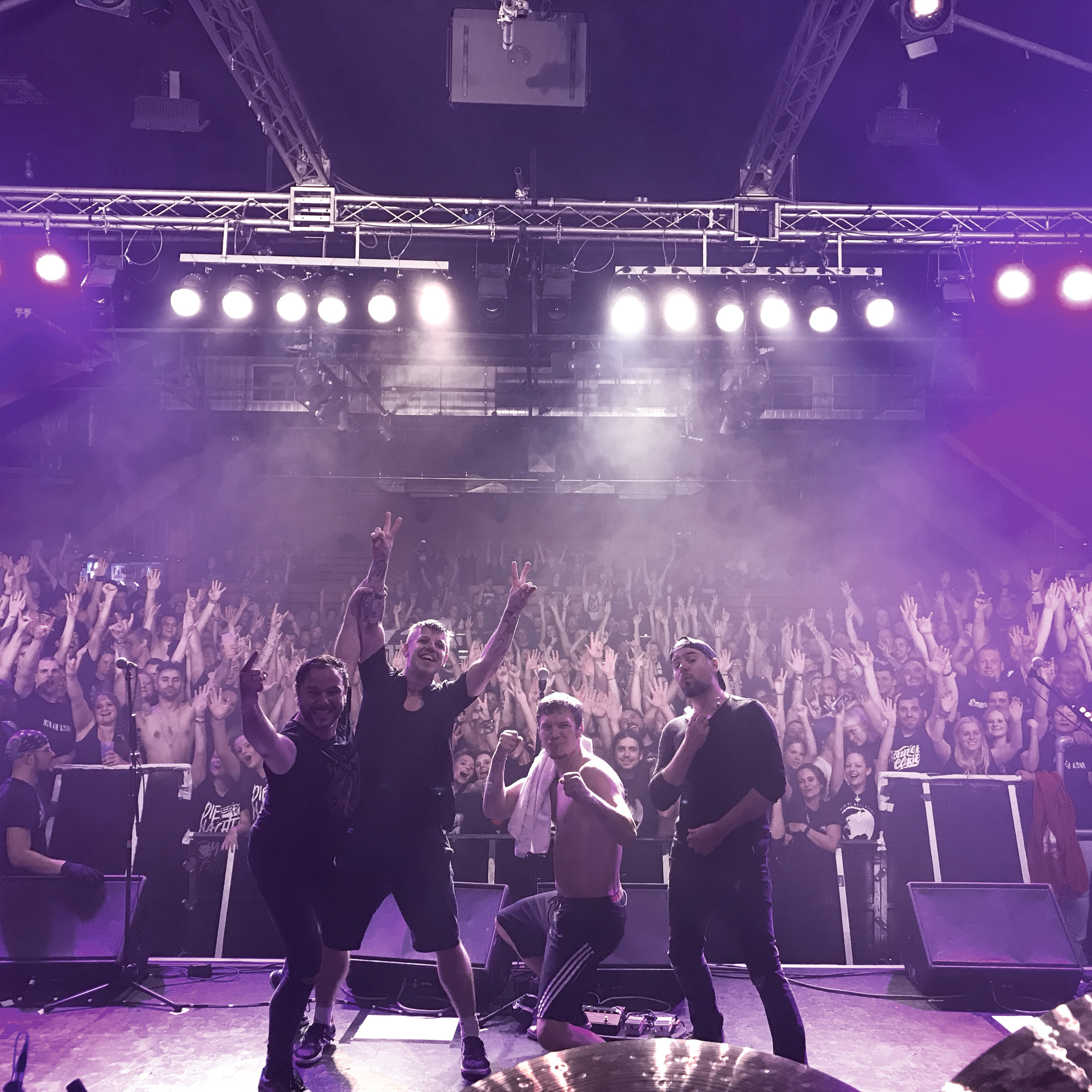
Serum114 Live in Hamburg (Markthalle, 2017)

Serum 114 ist eine Punkrock-Band aus Frankfurt am Main.
Der Name der Musikgruppe ist dem Stanley-Kubrick-Film Uhrwerk Orange, einer Verfilmung des gleichnamigen Romans, entliehen. Das chemische Mittel dieses Namens soll dort aus Kriminellen und Psychopathen gute Bürger machen, was jedoch misslingt.

## Geschichte
Serum 114 unterschrieben Ende 2007 einen Plattenvertrag bei Bodog Music Europe. Anfang 2008 erschien die EP Seid ihr bereit?.
Das selbstbetitelte Debütalbum Serum 114 erschien am 29. August 2008. Hennig Richter lobt die Gruppe im Metal Hammer als „hoffnungsvolle Kapelle“ und „kerniges Turbo-Quartett“, kritisiert jedoch einige Klischees im Auftreten. In der Kin Kats bezeichnet Kitty Morgue die Band als „besten Newcomer der Szene“ und das Album als „großartigen, absoluten Knüller“. Walter Scheurer von Powermetal.de bemängelt hingegen mangelnde Authentizität und Originalität.
2008 waren Serum 114 zusammen mit Volbeat, Donots, Flogging Molly, V8 Wankers und Millencolin auf Tour und spielten in diesem Jahr über 120 Konzerte.
Für die TV Total Stock Car Challenge 2008 am 29. November 2008 lieferten Serum 114 für den Soundtrack das Lied Adrenalin.
Nachdem Ende 2008 bekannt wurde, dass Bodog Music Europe Insolvenz anmelden musste und die ausstehenden Budgets, u. a. für einen geplanten Videodreh sowie den Marketingplan, nicht zahlen konnte, musste die Band selbst für die angefallenen Kosten aufkommen.
Ihr zweites Album Antiheld produzierten die Musiker mit einem kleinen Budget selbstständig. 2011 wechselte die Band mit dem fertigen neuen Album Antiheld zum Label Rookies & Kings und veröffentlichte es dort am 29. April 2011. Im April 2011 wurde außerdem die Single Die Stadt, die wir lieben veröffentlicht.
Am 13. Januar 2012 veröffentlichten Serum 114 ihr drittes Studioalbum Deine Stimme / Dein Gesicht und stiegen direkt auf Platz 29 der Media Control Albumcharts ein. Am 23. Dezember 2011 wurde auf der Website das Lied Gutes neues Jahr vom Album Deine Stimme / Dein Gesicht als Gratis-Download angeboten. Am 6. Januar 2012 erschien das Video zur ersten Single Junge, dein Leben.
Am 7. September 2012 erschien die Single Mein letzter Gruß, welche auch als Download erhältlich ist. Darauf befindet sich auch eine Coverversion des Untergangskommando-Songs Willkommen in Eden.
Nach Angaben der Band wurde nach der Trennung von Rookies & Kings am eigenen Label gearbeitet und im Juli 2013 unter dem Namen „Junge Dein Label“ von den vier Musikern gegründet.
Am 23. Dezember 2013 veröffentlichten Serum 114 mit Illegale Fans (Original von der Band Deichkind) einen weiteren Cover-Song von ihrem im Juli 2014 erscheinenden Album Kopfüber ins Nichts. Der Cartoon-Protagonist in diesem Video ist das Label-Logo von „Junge Dein Label“.
Seit dem 11. Dezember 2015 wird das eigene Label von Napalm Records unterstützt.
Im August 2016 veröffentlichten Serum 114 ihr neues Album Die Nacht mein Freund. Das Album ging auf Platz 3 der Deutschen Media Control Charts. Es wurden 2016 die Singles Die Nacht mein Freund und Wilde Zeit veröffentlicht. Danach ging die Band auf Tournee in Deutschland, Österreich und in der Schweiz.
Am 15. September 2017 veröffentlichte die Band die Single Ich lebe in einer neu aufgenommenen Version mit Myriam von M.
In den Jahren 2018 und 2019 war die Band viel live unterwegs. Im Dezember 2018 gab es die „ICH LEBE“ TOUR.
Im Jahre 2019 hat sich die Band dann ins Studio zurückgezogen um ihr neues Album einzuspielen.
Am 28. Februar 2020 erschien die neue Single Freiheit. Gleichzeitig dazu wurde das Album Im Zeichen der Zeit für September 2020 angekündigt.

## Stil
Musikalisch nennt die Gruppe Vorbilder wie Social Distortion und spielt ausschließlich deutschsprachigen Punkrock, vor allem mit sozial- und gesellschaftskritischen Texten, auch über provokante Themen wie Schulamokläufe, Magersucht, sexuellen Missbrauch und „prollige HipHopper“.

## Diskografie

### Alben
- 2008: Serum 114
- 2011: Antiheld
- 2012: Deine Stimme / Dein Gesicht
- 2014: Kopfüber ins Nichts
- 2016: Die Nacht mein Freund
- 2020: Im Zeichen der Zeit

### EPs
- 2008: Seid ihr bereit?
- 2008: V8 Wankers/Serum 114-Split

### Singles
- 2008: Du bist zu fett[12]
- 2008: Adrenalin[13]
- 2011: Was wir machen (Split mit Frei.Wild)
- 2011: Bis ans Ende unserer Zeit (Split mit Frei.Wild)
- 2013: Mein letzter Gruß
- 2016: Wilde Zeit
- 2017: Ich Lebe mit Myriam von M
- 2020: Freiheit

### Videoalben
- 2015: Kopfüber im Club – Live in Hamburg

### Musikvideos
- 2007: Lass uns Feinde sein
- 2008: Las Vegas
- 2008: 114
- 2008: Du bist zu fett
- 2011: Was wir machen (mit Frei.Wild)
- 2011: Die Stadt, die wir lieben
- 2011: Hängt sie höher
- 2012: Junge, dein Leben
- 2012: Wenn wir Abschied nehmen
- 2012: Mein letzter Gruß
- 2013: Illegale Fans
- 2014: Wir müssen weiter gehen
- 2014: Was könnte aus mir werden
- 2015: Ich mag dich nicht
- 2016: Die Nacht mein Freund
- 2016: Wilde Zeit
- 2016: Wir sind Feine Sahne
- 2017: Ich Lebe mit Myriam von M